# Halavagodu, Sagar
Halavagodu là một làng thuộc tehsil Sagar, huyện Shimoga, bang Karnataka, Ấn Độ.